# Пилиповський Григорій Юхимович
Григорій Юхимович Пилипівський (1904–1982) — радянський військово-морський діяч, контр-адмірал (1958).

## Біографія
Народився в єврейській сім'ї ремісника в м. Житомирі. У 1922 році закінчив середню школу і вступив на службу в Військово-морські сили Робітничо-Селянської Червоної Армії (РСЧА). У 1926 закінчив Вище військово-морське училище ім. Фрунзе, штурманський клас ВМС РСЧА. У 1929 році закінчив Військово-морську академію Робітничо-Селянського Флоту. З грудня 1931 по листопад 1934 навчався у Військово-морській академії ім. К. Є. Ворошилова. Ходив на кораблях Балтійського і Північного флотів. З вересня 1938 по 10 січня 1942 начальник оперативного відділу штабу Балтійського флоту. Потім начальник 1-го і 3-го оперативного управління головного штабу ВМС СРСР. Після закінчення німецько-радянської війни служив в штабі Військово-морського флоту. У 1956-1963 старший викладач Академії генерального штабу. 27 лютого 1963 р. пішов у відставку. Помер 8 лютого 1982 р. в Москві.

### Звання
- Капітан 1-го рангу;
- 18 лютого 1958 — контр-адмірал.

### Нагороди
Нагороджений орденами Леніна, 2-ма Червоного Прапора, Ушакова 2-го ступеня, Нахімова 2-го ступеня, Вітчизняної війни 1-го ступеня, медалями.